# Курта (одяг)

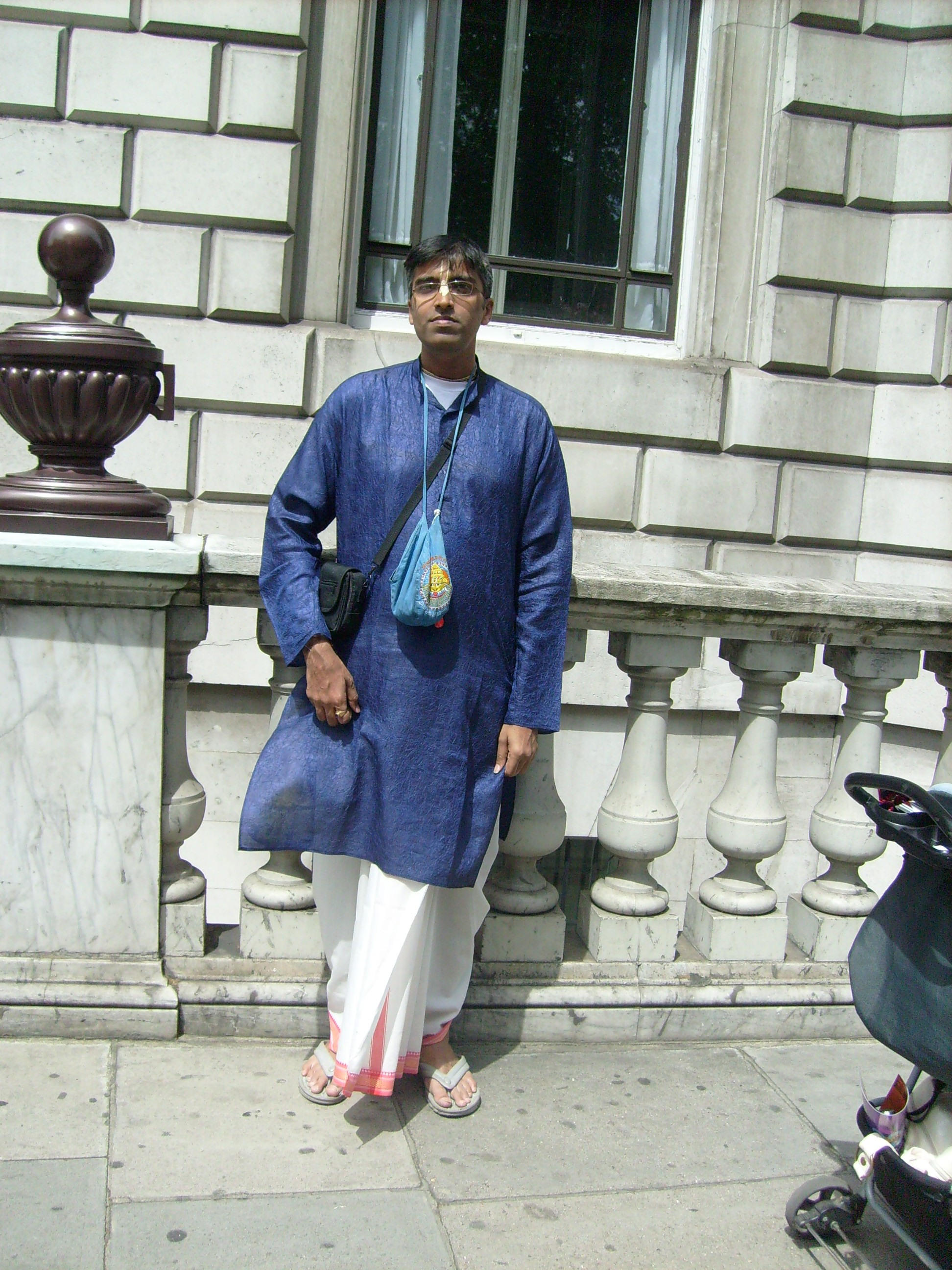
Чоловік у курті та дхоті

Курта (бенг. কুর্তা (পাঞ্জাবী), перс. کرتا, гінді कुरता, вимовляється як [kʊrta ː]) — традиційний одяг у Пакистані, Афганістані, Таджикистані, Бангладеш, Індії, Непалі і Шрі-Ланці. Це вільна сорочка, яка доходила до району колін власника, яку носять як чоловіки, так і жінки. Традиційно носиться з kurta-paijama (легкими вільними штанами, що затягуються на шнурку навколо талії), шароварами, дхоті і з churidars; в даний час може надягатися з джинсами. Курта може бути як частиною повсякденного одягу, так і частиною ділового костюму.
Шаровари і піжама більш популярні як для чоловіків, так і для жінок в Афганістані, Пакистані та Таджикистані, в той час як в Індії жінки носять курту з сарі, а чоловіки — з дхоті. Жінки часто носять курту як блузку, як правило, в поєднанні з джинсами; такі курти значно коротше традиційних і зроблені з більш легких матеріалів.
Курти були в моді в 1960-1970-х роках як атрибут культури хіпі; після періоду маловідомості вони зараз знову в моді. Південноазійські жінки також можуть носити адаптації курт до моди самої Південної Азії.
Слово «Курта» є запозиченням з урду й гінді, початково — від перської буквального «сорочка без коміра».